# Міністерство меліорації і водного господарства Української РСР
Міністерство меліорації і водного господарства Української РСР — союзно-республіканське міністерство, входило до системи органів меліорації і водного господарства СРСР і підлягало в своїй діяльності Раді Міністрів УРСР і Міністерству меліорації і водного господарства СРСР.

## Історія
Створене 23 жовтня 1965 року. У липні 1990 року перейменоване на Міністерство водних ресурсів і водного господарства Української РСР.

## Міністри меліорації і водного господарства УРСР
- Гаркуша Микола Андрійович (1965—1984)
- Ткач Василь Миколайович (1984—1990)

## Міністри водних ресурсів і водного господарства УРСР
- Хорєв Віктор Максимович (1990—1991)